# Celama appelia
Celama appelia är en fjärilsart som beskrevs av George Francis Hampson 1900. Celama appelia ingår i släktet Celama och familjen trågspinnare. Inga underarter finns listade i Catalogue of Life.